# Jan I. Saský
Jan I. Saský, plným jménem německy Johann Nepomuk Maria Joseph Anton Xaver Vincenz Aloys Franz de Paula Stanislaus Bernhard Paul Felix Damasus (12. prosince 1801, Drážďany – 29. října 1873, Pillnitz) byl v letech 1854–1873 saským králem. Byl činný i jako překladatel pod pseudonymem Philalethes.

## Biografie

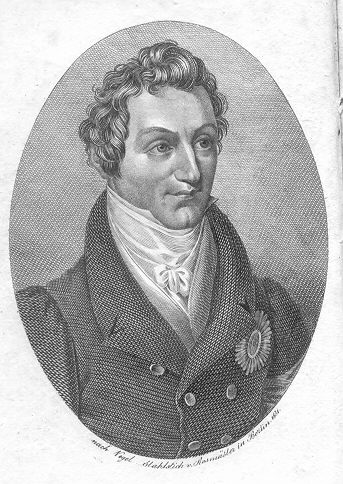
Král Jan I. Saský (1831)

### Původ, mládí, vzdělání
Jan se narodil jako šesté ze sedmi dětí prince Maximiliána Saského (1759–1838) a jeho první manželky Karoliny Bourbonsko-Parmské (1770–1804). Jeho otec byl nejmladším synem saského kurfiřta Fridricha Kristiána Saského, jeho matka Karolina, rozená parmská princezna, byla vnučkou císařovny Marie Terezie.
Jan byl velmi záhy vzdělán ve správě království a převzal důležité úkoly ve finančním kolegiu. Po schválení ústavy v roce 1831 se stal princ Johann členem první komory saského Landtagu (parlamentu) a účastnil se aktivně jeho jednání.
Během jeho návštěvy v Lipsku v srpnu roku 1845 došlo k nepokojům, při nichž obyvatelstvo protestovalo proti němu a armáda zahájila proti demonstrantům palbu.

### Vláda
Jan se stal králem poté, co se jeho bezdětný starší bratr, král Fridrich August II. Saský, stal obětí smrtelné nehody (9. srpna 1854). Jan převzal i podle ústavy mu náležející předsednictví Gesamtministerium. Díky svým dlouholetým zkušenostem se orientoval dobře ve všech oblastech státní správy a dokázal si o všem vytvořit vlastní úsudek. Fakticky tak byl svým vlastním ministerským předsedou. Váhu přikládal nanejvýš námitkám či jiným názorům svých ministrů Beusta a Falkensteina.

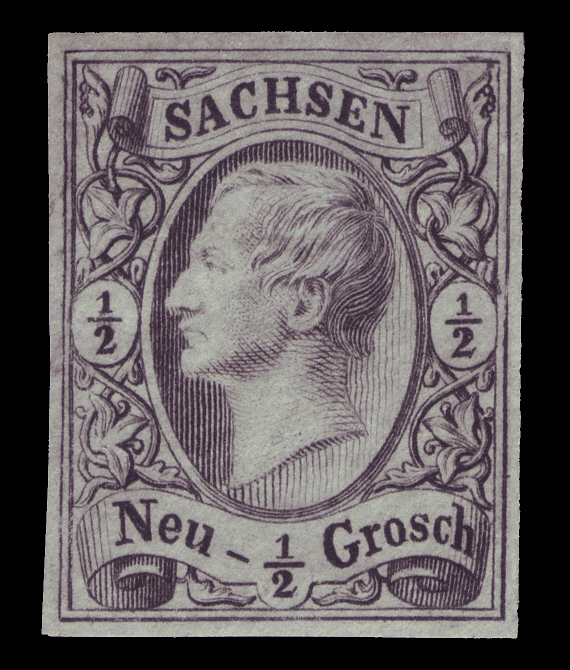
Poštovní známka v hodnotě půl groše (1859) s profilem krále Jana

Reforma justice v roce 1855, rozšíření železniční sítě, zavedení svobody řemesel vešly v život hlavně na jeho popud a díky jeho podpoře. Za jeho vlády došlo k uzavření obchodní smlouvy s Francií (1862) a k uznání nově vzniklého Italského království. Zasadil se pod vlivem Beustovým pro velkoněmeckou koncepci sjednocení říše (včetně západní části Habsburské monarchie). Saské království bojovalo v roce 1866 v prusko-rakouské válce na straně Rakouska. Po porážce v bitvě u Hradce Králové vstoupilo nakonec Sasko do Severoněmeckého spolku a roku 1871 se připojilo k Německému císařství pod hegemonií Pruska.
Zvláštní pozornost věnoval školství a vysokému školství. Podporoval Saskou akademii věd; roku 1824 založil Königlich Sächsische Verein zur Erforschung und Erhaltung vaterländischer Altertümer (Královský Saský spolek pro výzkum dávnověku vlasti) 1824 a roku 1863 časopis Neues Archiv für Sächsische Geschichte (Nový archiv Saských dějin).

### Překladatel
Vedle své politické práce se Jan věnoval literatuře. Pod pseudonymem Philalethes („Přítel pravdy“, odtud také jeho přídomek „Der Wahrhaftige“ – Upřímný) překládal Dantovu Božskou komedii, podstatnou část z toho na zámku Weesenstein.

### Manželství a potomci

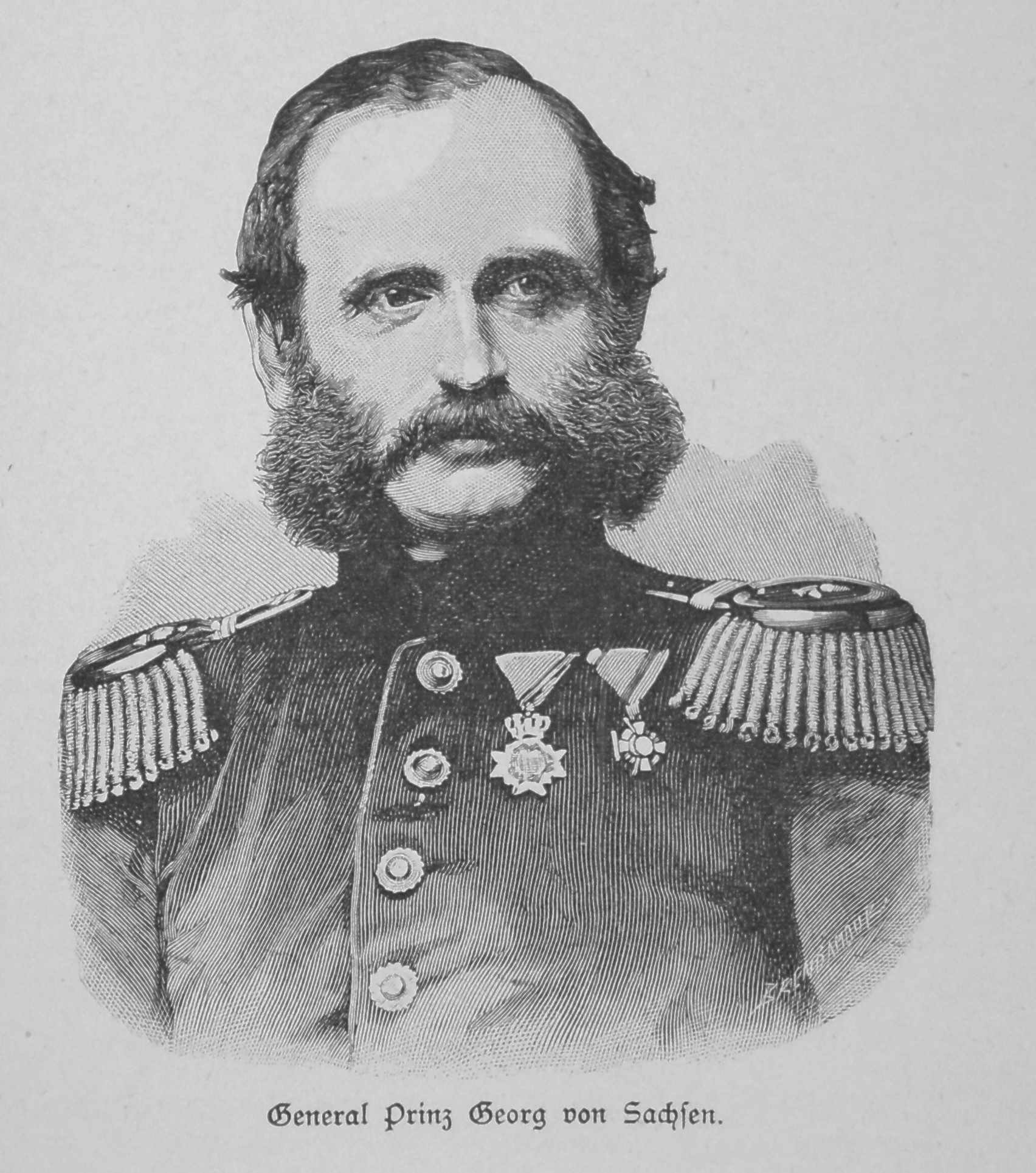
Jiří
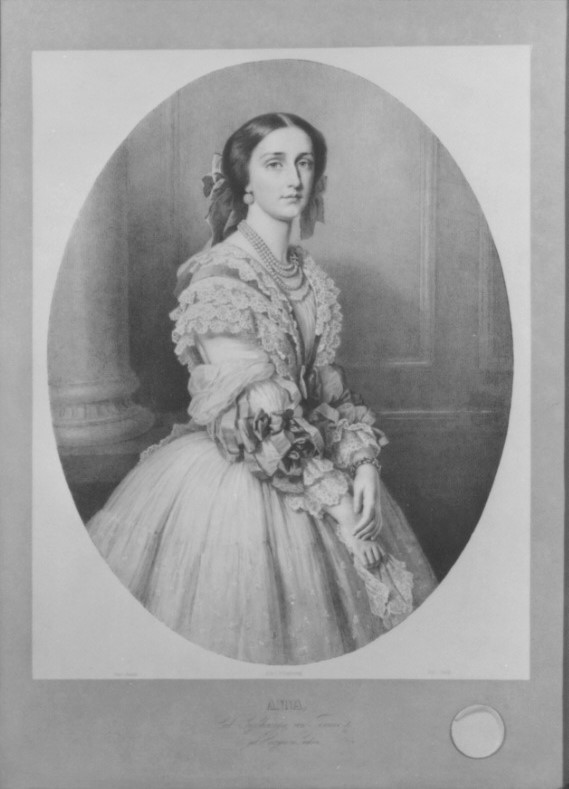
Anna
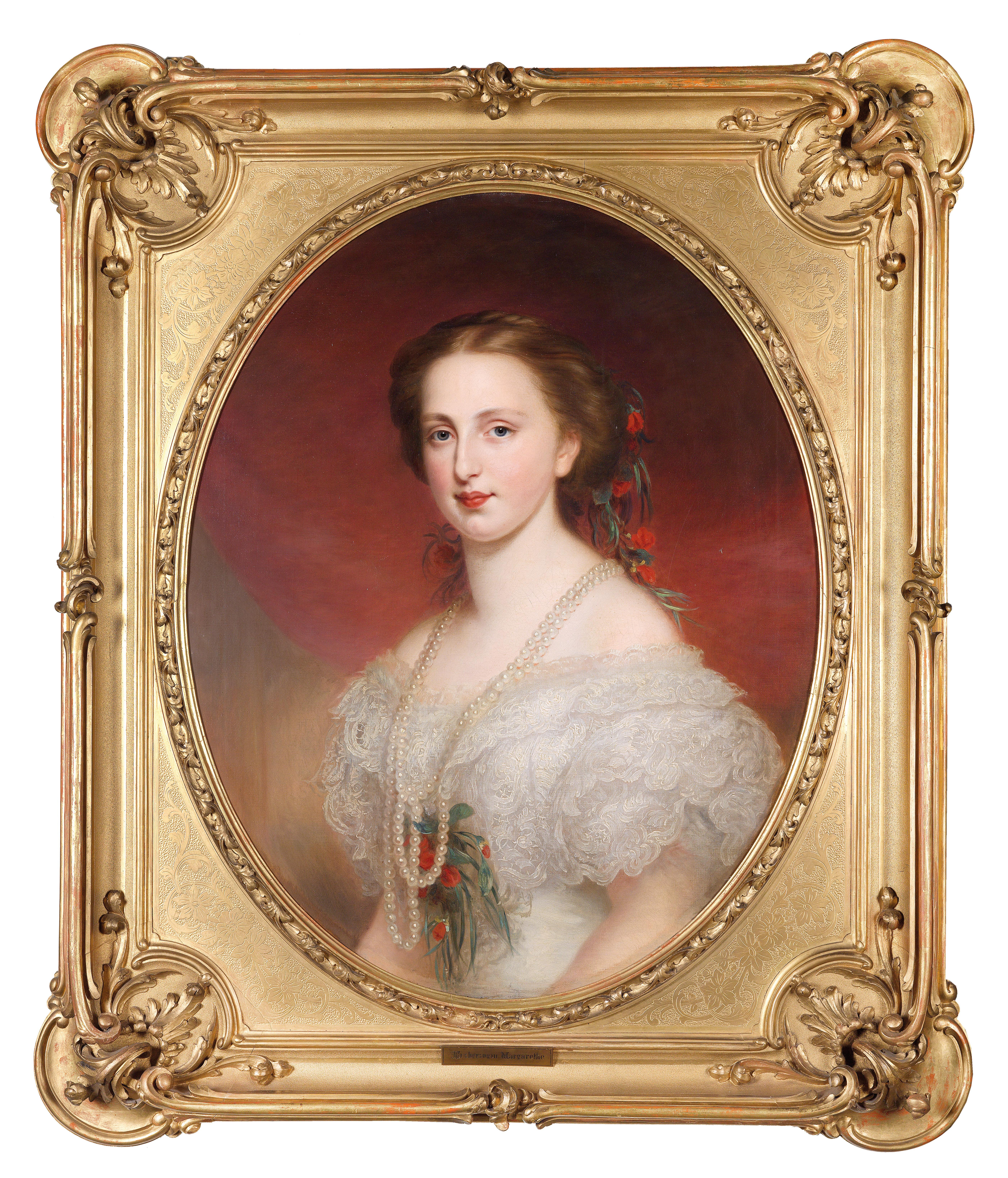
Markéta
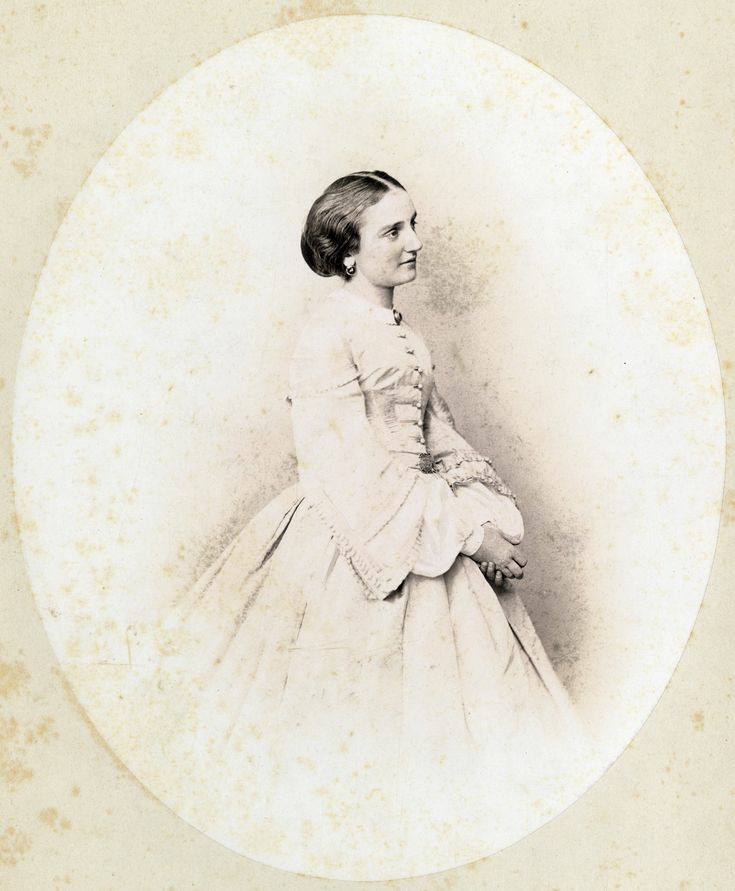
Žofie

21. listopadu roku 1822 se v Drážďanech oženill s bavorskou princeznou Amálií Augustou, dcerou bavorského krále Maximiliána I.; s její mladší sestrou Marií Annou se v roce 1833 oženil Janův starší bratr, saský král Fridrich August II.
Z jejich manželství vzešlo devět potomků:
- Marie Augusta Frederika Saská (22. ledna 1827 – 8. října 1857);
- Albert Saský (23. dubna 1828 – 19. června 1902), král saský od roku 1873 až do své smrti, ⚭ 1853 Karola Vasa-Holstein-Gottorpská (5. srpna 1833 – 15. prosince 1907)
- Alžběta Saská (4. února 1830 – 14. srpna 1912),
⚭ 1850 Ferdinand Maria Savojsko-Carignanský (15. listopadu 1822 – 10. února 1855), princ sardinský, vévoda janovský
⚭ 1856 Niccolo Giuseppe Effisio, markýz Rapallo (6. července 1825 – 27. listopadu 1882), spáchal sebevraždu
- Fridrich August Ernst Saský (5. dubna 1831 – 12. května 1847);
- Jiří I. Saský (8. srpna 1832 – 15. října 1904), saský král od roku 1902 až do své smrti, ⚭ 1859 Marie Anna Portugalská (21. července 1843 – 5. února 1884)
- Marie Sidonie Saská (16. srpna 1834 – 1. března 1862);
- Anna Saská (4. ledna 1836 – 10. února 1859), ⚭ 1856 Ferdinand IV. Toskánský (10. června 1835 – 17. ledna 1908), velkovévoda toskánský
- Markéta Saská (24. května 1840 – 15. září 1858), ⚭ 1856 Karel Ludvík Rakousko-Uherský (30. července 1833 – 19. května 1896), rakouský arcivévoda
- Žofie Saská (15. března 1845 – 9. března 1867), ⚭ 1865 Karel Theodor Bavorský (9. srpna 1839 – 30. listopadu 1909), bavorský vévoda

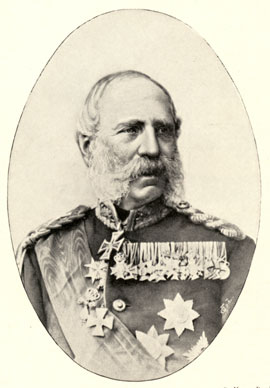
Král Albert Saský
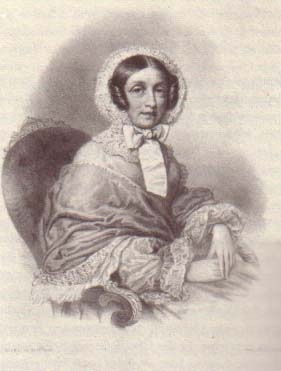
Královna Amálie Augusta
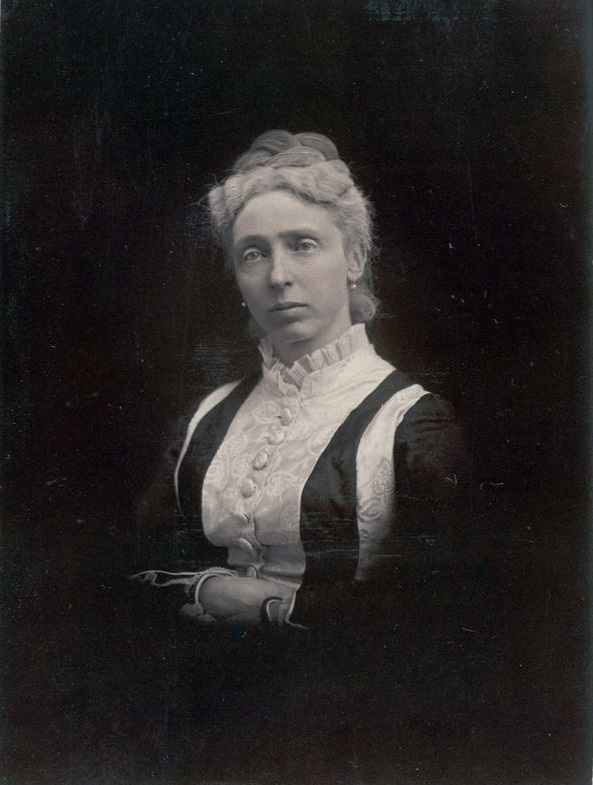
Alžběta
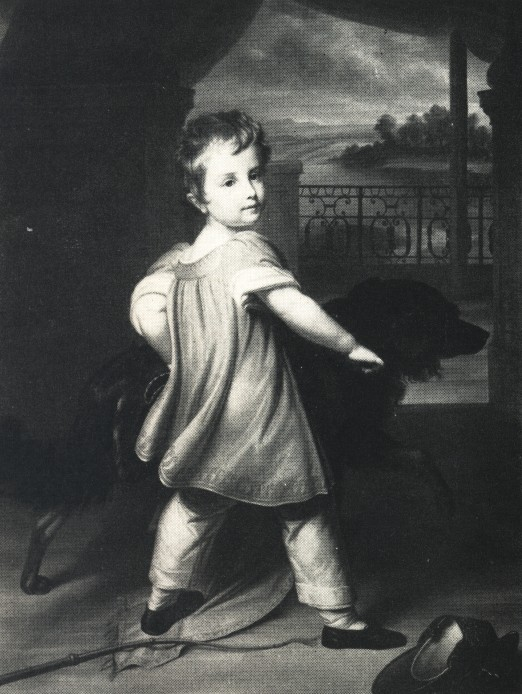
Ernst

- Jiří
- Anna
- Markéta
- Žofie

## Vývod z předků
|              |                                   |  |                    |                                             |  |  |  |  |  |  |  | August II. Silný |
|              |                                   |  |                    |                                             |  |  |  |  |  |  |  |                  |
|              | August III. Polský                |  |                    |                                             |  |  |  |  |  |  |  |                  |
|              |                                   |  |                    |                                             |  |  |  |  |  |  |  |                  |
|              |                                   |  |                    | Kristýna Eberhardýna Hohenzollernová        |  |  |  |  |  |  |  |                  |
|              |                                   |  |                    |                                             |  |  |  |  |  |  |  |                  |
|              | Fridrich Kristián Saský           |  |                    |                                             |  |  |  |  |  |  |  |                  |
|              |                                   |  |                    |                                             |  |  |  |  |  |  |  |                  |
|              |                                   |  |                    | Josef I. Habsburský                         |  |  |  |  |  |  |  |                  |
|              |                                   |  |                    |                                             |  |  |  |  |  |  |  |                  |
|              | Marie Josefa Habsburská           |  |                    |                                             |  |  |  |  |  |  |  |                  |
|              |                                   |  |                    |                                             |  |  |  |  |  |  |  |                  |
|              |                                   |  |                    | Amálie Vilemína Brunšvicko-Lüneburská       |  |  |  |  |  |  |  |                  |
|              |                                   |  |                    |                                             |  |  |  |  |  |  |  |                  |
|              | Maxmilián Saský                   |  |                    |                                             |  |  |  |  |  |  |  |                  |
|              |                                   |  |                    |                                             |  |  |  |  |  |  |  |                  |
|              |                                   |  |                    | Maxmilián II. Emanuel                       |  |  |  |  |  |  |  |                  |
|              |                                   |  |                    |                                             |  |  |  |  |  |  |  |                  |
|              | Karel VII. Bavorský               |  |                    |                                             |  |  |  |  |  |  |  |                  |
|              |                                   |  |                    |                                             |  |  |  |  |  |  |  |                  |
|              |                                   |  |                    | Tereza Kunhuta Sobieská                     |  |  |  |  |  |  |  |                  |
|              |                                   |  |                    |                                             |  |  |  |  |  |  |  |                  |
|              | Marie Antonie Bavorská            |  |                    |                                             |  |  |  |  |  |  |  |                  |
|              |                                   |  |                    |                                             |  |  |  |  |  |  |  |                  |
|              |                                   |  |                    | Josef I. Habsburský                         |  |  |  |  |  |  |  |                  |
|              |                                   |  |                    |                                             |  |  |  |  |  |  |  |                  |
|              | Marie Amálie Habsburská           |  |                    |                                             |  |  |  |  |  |  |  |                  |
|              |                                   |  |                    |                                             |  |  |  |  |  |  |  |                  |
|              |                                   |  |                    | Amálie Vilemína Brunšvicko-Lüneburská       |  |  |  |  |  |  |  |                  |
|              |                                   |  |                    |                                             |  |  |  |  |  |  |  |                  |
| Jan I. Saský |                                   |  |                    |                                             |  |  |  |  |  |  |  |                  |
|              |                                   |  |                    |                                             |  |  |  |  |  |  |  |                  |
|              |                                   |  | Filip V. Španělský |                                             |  |  |  |  |  |  |  |                  |
|              |                                   |  |                    |                                             |  |  |  |  |  |  |  |                  |
|              | Filip Parmský                     |  |                    |                                             |  |  |  |  |  |  |  |                  |
|              |                                   |  |                    |                                             |  |  |  |  |  |  |  |                  |
|              |                                   |  |                    | Alžběta Parmská                             |  |  |  |  |  |  |  |                  |
|              |                                   |  |                    |                                             |  |  |  |  |  |  |  |                  |
|              | Ferdinand Parmský                 |  |                    |                                             |  |  |  |  |  |  |  |                  |
|              |                                   |  |                    |                                             |  |  |  |  |  |  |  |                  |
|              |                                   |  |                    | Ludvík XV.                                  |  |  |  |  |  |  |  |                  |
|              |                                   |  |                    |                                             |  |  |  |  |  |  |  |                  |
|              | Luisa Alžběta Francouzská         |  |                    |                                             |  |  |  |  |  |  |  |                  |
|              |                                   |  |                    |                                             |  |  |  |  |  |  |  |                  |
|              |                                   |  |                    | Marie Leszczyńská                           |  |  |  |  |  |  |  |                  |
|              |                                   |  |                    |                                             |  |  |  |  |  |  |  |                  |
|              | Karolína Marie Tereza Parmská     |  |                    |                                             |  |  |  |  |  |  |  |                  |
|              |                                   |  |                    |                                             |  |  |  |  |  |  |  |                  |
|              |                                   |  |                    | Leopold Josef Lotrinský                     |  |  |  |  |  |  |  |                  |
|              |                                   |  |                    |                                             |  |  |  |  |  |  |  |                  |
|              | František I. Štěpán Lotrinský     |  |                    |                                             |  |  |  |  |  |  |  |                  |
|              |                                   |  |                    |                                             |  |  |  |  |  |  |  |                  |
|              |                                   |  |                    | Alžběta Charlotta Orléanská                 |  |  |  |  |  |  |  |                  |
|              |                                   |  |                    |                                             |  |  |  |  |  |  |  |                  |
|              | Marie Amálie Habsbursko-Lotrinská |  |                    |                                             |  |  |  |  |  |  |  |                  |
|              |                                   |  |                    |                                             |  |  |  |  |  |  |  |                  |
|              |                                   |  |                    | Karel VI.                                   |  |  |  |  |  |  |  |                  |
|              |                                   |  |                    |                                             |  |  |  |  |  |  |  |                  |
|              | Marie Terezie                     |  |                    |                                             |  |  |  |  |  |  |  |                  |
|              |                                   |  |                    |                                             |  |  |  |  |  |  |  |                  |
|              |                                   |  |                    | Alžběta Kristýna Brunšvicko-Wolfenbüttelská |  |  |  |  |  |  |  |                  |
|              |                                   |  |                    |                                             |  |  |  |  |  |  |  |                  |